# Soldier of Love (album)
Soldier of Love là album phòng thu thứ sáu của ban nhạc người Anh Sade, phát hành ngày 5 tháng 2 năm 2010 bởi Epic Records. Sau khi kết thúc chuyến lưu diễn Lovers Rock Tour (2001), ban nhạc quyết định tạm ngưng hoạt động vô thời hạn. Trong khoảng thời gian đó, giọng ca chính Sade Adu gần như không xuất hiện trước công chúng để tập trung nuôi con đầu lòng và chuyển đến sinh sống ở vùng Caribe. Năm 2008, Sade tập hợp lại để bắt đầu lên ý tưởng cho đĩa nhạc và cũng lần đầu tiên tất cả các thành viên gặp nhau sau nhiều năm. Được ra mắt sau mười năm kể từ album phòng thu trước Lovers Rock (2000), Soldier of Love được thu âm chủ yếu tại Real World Studios ở Box, Anh, bên cạnh một số buổi thu âm bổ sung tại El Cortijo ở San Pedro de Alcántara, Tây Ban Nha trong suốt năm 2009. Đĩa nhạc là một bản thu âm pop-soul và quiet storm kết hợp với những âm hưởng từ jazz và funk.
Tương tự như những album trước, nội dung ca từ của album chủ yếu đề cập đến chủ đề về những mặt tích cực lẫn tiêu cực trong một mối quan hệ tình cảm. Adu viết lời cho tất cả bản nhạc và đồng sáng tác với những thành viên còn lại, đồng thời kết hợp với cộng tác viên quen thuộc Mike Pela trong quá trình sản xuất. Sau khi phát hành, Soldier of Love đa phần nhận được những phản ứng tích cực từ giới phê bình, trong đó họ đánh giá cao chất giọng của Adu và gọi đây là tác phẩm phiêu lưu nhất về mặt âm nhạc của Sade. Album cũng gặt hái những thành công lớn về mặt thương mại khi thống trị các bảng xếp hạng tại Canada, Pháp, Hungary, Ý, Ba Lan, Bồ Đào Nha, Tây Ban Nha, Thụy Điển và Thụy Sĩ, cũng như lọt vào top 10 ở hầu hết những quốc gia còn lại, bao gồm vươn đến top 5 ở nhiều thị trướng lớn như Úc, Áo, Bỉ, Đan Mạch, Hà Lan, Đức, New Zealand và Vương quốc Anh. Đĩa nhạc ra mắt ở vị trí số một trên bảng xếp hạng Billboard 200 với 502,000 bản, đánh dấu album quán quân thứ hai của ban nhạc tại Hoa Kỳ.
Ba đĩa đơn đã được phát hành từ Soldier of Love. Bài hát chủ đề được chọn làm đĩa đơn mở đường và lọt vào top 40 ở một số quốc gia, đồng thời đạt vị trí thứ 52 trên bảng xếp hạng Billboard Hot 100 tại Hoa Kỳ và giúp Sade đạt được giải Grammy lần thứ tư trong sự nghiệp khi chiến thắng hạng mục Trình diễn giọng R&B xuất sắc nhất của bộ đôi hoặc nhóm nhạc tại lễ trao giải thường niên lần thứ 53. Hai đĩa đơn tiếp theo "Babyfather" và "The Moon and the Sky" chỉ đạt được những thành tích ít ỏi, trong đó "Babyfather" nhận được một đề cử giải Grammy cho Trình diễn song tấu hoặc nhóm nhạc giọng pop xuất sắc nhất. Để quảng bá album, ban nhạc trình diễn trên nhiều chương trình truyền hình và lễ trao giải lớn, như Jimmy Kimmel Live!, Late Show with David Letterman, The Late Late Show with Craig Ferguson và The Tonight Show with Jay Leno. Ngoài ra, họ còn tiến hành chuyến lưu diễn đầu tiên sau chín năm Sade Live với 100 buổi hòa nhạc khắp bốn châu lục. Tính đến nay, album đã bán được hơn ba triệu bản trên toàn cầu.

## Danh sách bài hát
Tất cả lời bài hát được viết bởi Sade Adu.
| STT              | Nhan đề                | Phổ nhạc                                  | Thời lượng |
| ---------------- | ---------------------- | ----------------------------------------- | ---------- |
| 1.               | "The Moon and the Sky" | Adu Stuart Matthewman Andrew Hale         | 4:28       |
| 2.               | "Soldier of Love"      | Adu Matthewman Hale Paul Denman           | 5:59       |
| 3.               | "Morning Bird"         | Adu Matthewman Hale                       | 3:55       |
| 4.               | "Babyfather"           | Adu Matthewman Juan Janes Andrew Nicholls | 4:40       |
| 5.               | "Long Hard Road"       | Adu Janes Nicholls                        | 3:03       |
| 6.               | "Be That Easy"         | Adu Matthewman                            | 3:41       |
| 7.               | "Bring Me Home"        | Adu Matthewman Hale                       | 4:09       |
| 8.               | "In Another Time"      | Adu Matthewman Hale                       | 5:06       |
| 9.               | "Skin"                 | Adu Matthewman Hale Denman                | 4:13       |
| 10.              | "The Safest Place"     | Adu Hale                                  | 2:46       |
| Tổng thời lượng: | Tổng thời lượng:       | Tổng thời lượng:                          | 41:58      |

## Xếp hạng
| Bảng xếp hạng (2010)                     | Vị trí cao nhất |
| ---------------------------------------- | --------------- |
| Album Úc (ARIA)                          | 4               |
| Album Áo (Ö3 Austria)                    | 2               |
| Album Bỉ (Ultratop Vlaanderen)           | 5               |
| Album Bỉ (Ultratop Wallonie)             | 1               |
| Album Brazil (ABPD)                      | 7               |
| Album Canada (Billboard)                 | 1               |
| Album Croatia (HDU)                      | 1               |
| Album Cộng hòa Séc (ČNS IFPI)            | 1               |
| Album Đan Mạch (Hitlisten)               | 4               |
| Album Hà Lan (Album Top 100)             | 2               |
| Album Châu Âu (Billboard)                | 1               |
| Album Phần Lan (Suomen virallinen lista) | 9               |
| Album Pháp (SNEP)                        | 1               |
| Album Đức (Offizielle Top 100)           | 2               |
| Album Hy Lạp Quốc tế (IFPI)              | 1               |
| Album Hungaria (MAHASZ)                  | 1               |
| Album Ireland (IRMA)                     | 12              |
| Album Ý (FIMI)                           | 1               |
| Album Nhật Bản (Oricon)                  | 13              |
| Album Mexico (Top 100 Mexico)            | 35              |
| Album New Zealand (RMNZ)                 | 3               |
| Album Na Uy (VG-lista)                   | 7               |
| Album Ba Lan (ZPAV)                      | 1               |
| Album Bồ Đào Nha (AFP)                   | 1               |
| Album Nga (2M)                           | 3               |
| Album Scotland (OCC)                     | 10              |
| Album Nam Phi (RISA)                     | 4               |
| Album Hàn Quốc (Circle)                  | 15              |
| Album Hàn Quốc Quốc tế (Circle)          | 3               |
| Album Tây Ban Nha (PROMUSICAE)           | 1               |
| Album Thụy Điển (Sverigetopplistan)      | 1               |
| Album Thụy Sĩ (Schweizer Hitparade)      | 1               |
| Album Anh Quốc (OCC)                     | 4               |
| Album Hoa Kỳ Billboard 200               | 1               |
| Album Hoa Kỳ Top R&B/Hip-Hop (Billboard) | 1               |

| Bảng xếp hạng (2010)            | Vị trí cao nhất |
| ------------------------------- | --------------- |
| Album Hàn Quốc Quốc tế (Circle) | 12              |

| Bảng xếp hạng (2010)                         | Vị trí |
| -------------------------------------------- | ------ |
| Album Áo (Ö3 Austria)                        | 37     |
| Album Bỉ (Ultratop Flanders)                 | 50     |
| Album Bỉ (Ultratop Wallonia)                 | 5      |
| Album Canada (Billboard)                     | 38     |
| Album Đan Mạch (Hitlisten)                   | 58     |
| Album Hà Lan (Album Top 100)                 | 49     |
| Album Châu Âu (Billboard)                    | 12     |
| Album Phần Lan (Suomen virallinen lista)     | 28     |
| Album Pháp (SNEP)                            | 18     |
| Album Đức (Offizielle Top 100)               | 43     |
| Album Hungaria (MAHASZ)                      | 10     |
| Album Ý (FIMI)                               | 46     |
| Album Ba Lan (ZPAV)                          | 1      |
| Album Nga (2M)                               | 9      |
| Album Tây Ban Nha (PROMUSICAE)               | 33     |
| Album Thụy Điển (Sverigetopplistan)          | 14     |
| Album Thụy Điển Tổng hợp (Sverigetopplistan) | 17     |
| Album Thụy Sĩ (Schweizer Hitparade)          | 15     |
| Album Anh Quốc (OCC)                         | 123    |
| Hoa Kỳ Billboard 200                         | 14     |
| Hoa Kỳ Top R&B/Hip-Hop Albums (Billboard)    | 4      |
| Album Toàn cầu (IFPI)                        | 14     |
| Bảng xếp hạng (2011)                         | Vị trí |
| Album Pháp (SNEP)                            | 196    |
| Album Ba Lan (ZPAV)                          | 94     |
| Hoa Kỳ Top R&B/Hip-Hop Albums (Billboard)    | 86     |

| Bảng xếp hạng (2010–2019) | Vị trí |
| ------------------------- | ------ |
| Hoa Kỳ Billboard 200      | 175    |

## Chứng nhận
| Quốc gia | Chứng nhận  | Số đơn vị/doanh số chứng nhận |
| --- | ----------- | ----------------------------- |
| Áo (IFPI Áo) | Vàng        | 10.000*                       |
| Bỉ (BEA) | Vàng        | 15.000*                       |
| Brasil (Pro-Música Brasil) | Vàng        | 20.000*                       |
| Canada (Music Canada) | Bạch kim    | 80.000^                       |
| Phần Lan (Musiikkituottajat) | Vàng        | 13,304                        |
| Pháp (SNEP) | 2× Bạch kim | 200.000*                      |
| Đức (BVMI) | Vàng        | 150.000^                      |
| Hy Lạp (IFPI Hy Lạp) | Bạch kim    | 6.000^                        |
| Hungary (Mahasz) | 2× Bạch kim | 12.000^                       |
| Ý (FIMI) | Vàng        | 30.000*                       |
| Hà Lan (NVPI) | Vàng        | 25.000^                       |
| Ba Lan (ZPAV) | Kim cương   | 100.000*                      |
| Nga (NFPF) | 2× Bạch kim | 20.000*                       |
| Thụy Điển (GLF) | Vàng        | 20.000‡                       |
| Thụy Sĩ (IFPI) | Bạch kim    | 30.000^                       |
| Anh Quốc (BPI) | Vàng        | 116,672                       |
| Hoa Kỳ (RIAA) | Bạch kim    | 1,300,000                     |
| Tổng hợp |             |                               |
| Toàn cầu | —           | 3,000,000                     |
| * Chứng nhận dựa theo doanh số tiêu thụ. ^ Chứng nhận dựa theo doanh số nhập hàng. ‡ Chứng nhận dựa theo doanh số tiêu thụ và phát trực tuyến. |             |                               |

## Lịch sử phát hành
| Khu vực        | Ngày              | Định dạng      | Hãng đĩa       | Ct.           |
| -------------- | ----------------- | -------------- | -------------- | ------------- |
| Đức            | 5 tháng 2, 2010   | CD tải nhạc số | Sony           | [ 80 ] [ 81 ] |
| Pháp           | 5 tháng 2, 2010   | Tải nhạc số    | Sony           | [ 82 ]        |
| Pháp           | 8 tháng 2, 2010   | CD             | Sony           | [ 83 ]        |
| Vương quốc Anh | 8 tháng 2, 2010   | CD tải nhạc số | RCA            | [ 84 ] [ 85 ] |
| Canada         | 9 tháng 2, 2010   | CD tải nhạc số | Sony           | [ 86 ] [ 87 ] |
| Hoa Kỳ         | 9 tháng 2, 2010   | CD tải nhạc số | Epic           | [ 88 ] [ 89 ] |
| Úc             | 12 tháng 2, 2010  | CD tải nhạc số | Sony           | [ 90 ] [ 91 ] |
| Nhật Bản       | 3 tháng 3, 2010   | CD tải nhạc số | Sony           | [ 92 ]        |
| Đức            | 19 tháng 3, 2010  | LP             | Sony           | [ 80 ]        |
| Vương quốc Anh | 25 tháng 10, 2010 | LP             | Music on Vinyl | [ 93 ]        |